# 電報局站
電報局站（法語：Télégraphe）是巴黎地鐵的一個車站。電報局站位於巴黎十九區和巴黎二十區的交界處，由於這一地區地盤較軟，因此車站構造使用了補助牆。車站名稱來自於電報局。電報局站開通於1935年4月28日，是巴黎地鐵11號線的車站。

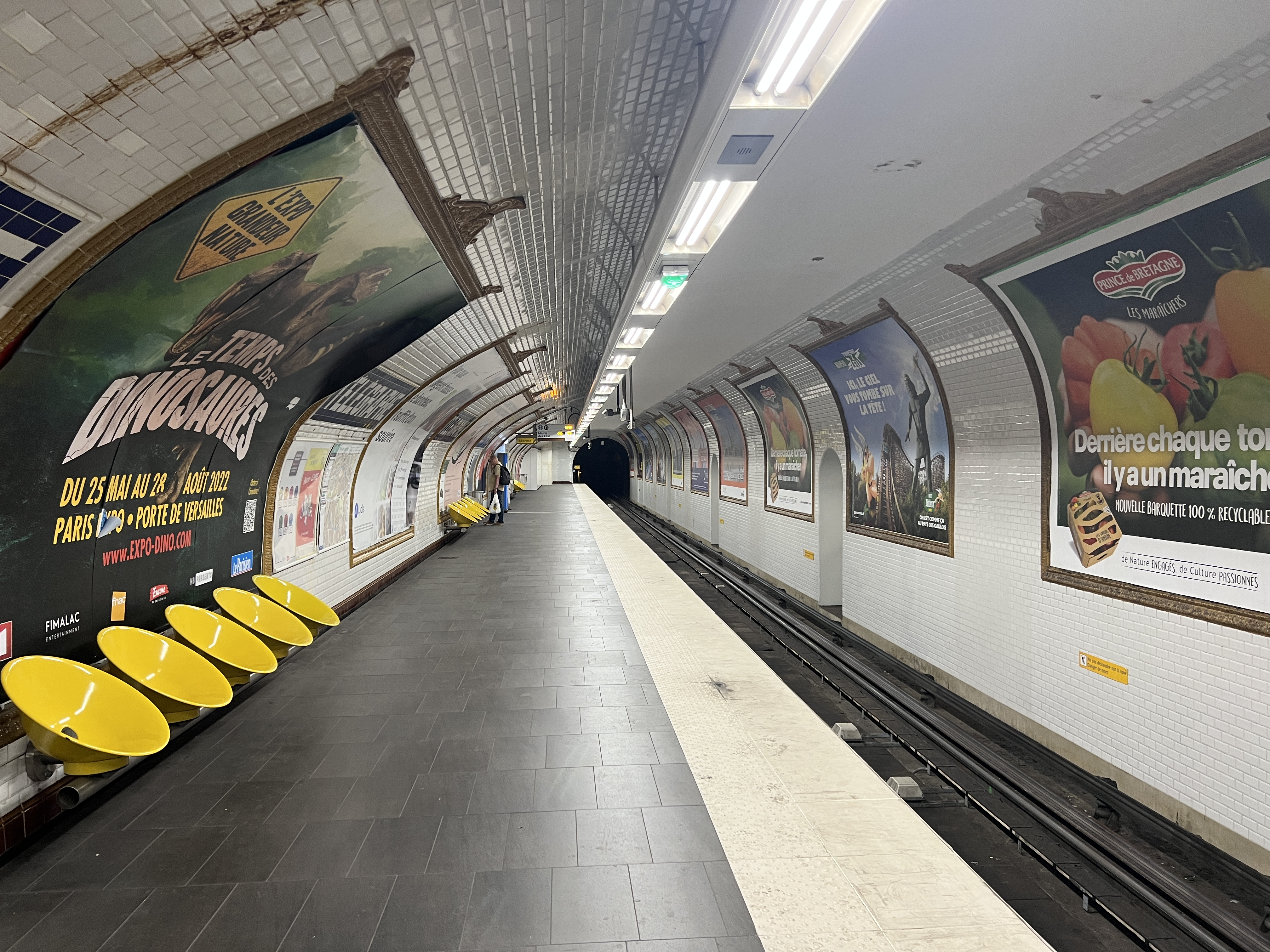
月台（2022年6月）

## 車站結構
| G  | 街道層             | 出入口               |
| B1 | 夾層               | 往出入口             |
| B2 | 側式月台，右側開門 | 側式月台，右側開門   |
| B2 | 南行               | 往夏特雷（節日廣場） |
| B2 | 牆壁               |                      |
| B2 | 北行               | 往丁香鎮（丁香門）   |
| B2 | 側式月台，右側開門 |                      |